# Bảo tàng Bướm Tư nhân ở Władysławow
Bảo tàng Bướm Tư nhân ở Władysławowo (tiếng Ba Lan: Prywatne Muzeum Motyli we Władysławowie) là một bảo tàng tư nhân tọa lạc tại số 19 Phố Generała Hallera, Władysławowo, Ba Lan.

## Lịch sử
Bảo tàng Bướm Tư nhân ở Władysławowo được thành lập vào năm 1999 theo khởi xướng của Tomasz Falkiewicz. Các bộ sưu tập của Bảo tàng được trưng bày trên tầng ba của tháp quan sát trong tòa "Nhà của Người đánh cá". Triển lãm được tạo ra từ bộ sưu tập của gia đình Tomasz Falkiewicz.

## Triển lãm
Bộ sưu tập của Bảo tàng Bướm Tư nhân ở Władysławowo hiện được đặt trong hai phòng triển lãm với tổng số khoảng 6.000 hiện vật được đặt trong 132 gian trưng bày. Những con bướm lâu đời nhất được trưng bày tại triển lãm được sưu tập từ năm 1916. Ngoài ra, Bảo tàng còn giới thiệu một bộ sưu tập côn trùng nhỏ, được đặt trong 18 gian trưng bày, bao gồm: bọ cánh cứng, orthoptera, bọ, chuồn chuồn và ruồi.
Từ năm 2007, Bảo tàng Bướm Tư nhân ở Władysławowo thực hiện một chiến dịch mang tên: "Trả lại những con bướm không cần thiết cho bảo tàng". Mục đích chính của chiến dịch là để cứu các bộ sưu tập côn trùng học khác nhau mà chủ sở hữu đang có ý định vứt bỏ.